# 辻啓蔵
辻啓蔵（つじ けいぞう、1886年2月7日 - 1945年1月18日）は、日本ホーリネス教会の福音使である。中田重治の次女の京の婿で、日本基督教団の議長の辻宣道の父でもある。ホーリネス弾圧事件で刑死した。

## 生涯

### 幼少期・青年期
1886年(明治19年)石川県金沢市に生まれる。少年時代に、辻家の養子になる。国鉄職員になり、高山駅に勤務中に、日本基督教会の亀谷凌雲牧師から洗礼を受ける。

### ホーリネス教会牧師
1923年(大正12年)に献身して、柏木聖書学院に入学する。1925年（大正14年）4月卒業後に新任福音使に任命された直後、日本ホーリネス教会第7回年会のときに中田重治の次女の京と結婚した。その年会で足利教会に任命されて赴任した。
1926年（大正15年）3月9日に中田重治の初孫である長男重蔵が生まれる。1930年（昭和5年）に次男の宣道が生まれる。
義姉の陸奥（中田重治の長女）が1926年（大正15年）4月12日に大江捨一と結婚する。1928年（昭和3年）には、中田重治の母千代の告別式の際に、大江捨一と共に出席する。
ホーリネス分裂事件の際には、中田監督側のきよめ教会の牧師になる。1935年（昭和10年）に長男の重蔵が渡良瀬川で溺死する。1939年（昭和14年）の中田重治の側近として、森五郎と共に、中田の遺言を聞く。
1940年(昭和15年)に青森県の弘前住吉教会に転任する。1941年（昭和16年）に日本基督教団成立時には、第9部の牧師になる。

### 検挙・殉教
1942年（昭和17年）6月にの際に検挙され、弘前署に勾引された。青森拘置所に移送され、1943年12月懲役2年の判決を受ける。上告したが、棄却され懲役刑に服した。1945年（昭和20年）に青森刑務所の病室で獄死する。
未亡人の辻京が2人の息子を育てる。次男宣道は牧師になる。